# Relations entre la Géorgie et l'Iran
Les relations entre la Géorgie et l'Iran désignent les rapports entretenus par la république de Géorgie et la République islamique d'Iran. Les deux pays entretiennent des relations depuis des millénaires, bien que les relations diplomatiques officielles entre les deux nations au XXe siècle aient été établies le 15 mai 1992. La Géorgie est représentée par son ambassade à Téhéran, tandis que l'Iran a son ambassade représentative à Tbilissi. L'Iran est un partenaire commercial important de la Géorgie.

## Contexte historique
La Géorgie orientale, au cours de son histoire, est plusieurs fois annexée par l'Empire perse, en particulier sous les dynasties achéménide, parthe, sassanide, séfévide, afcharide et Kadjar. La Géorgie occidentale, au cours de son histoire, est annexée par les achéménides persans et passe brièvement sous le contrôle des Sassanides pendant la guerre lazique. Pour ces raisons, il existe beaucoup d'échanges politiques et culturels entre les deux nations durant des milliers d'années, et la Géorgie orientale est considérée comme faisant partie du Grand Iran.
L'Iran (Perse) et la Géorgie, ou les tribus géorgiennes, ont des relations sous différentes formes, principalement par le biais du commerce à partir de l'ère médiane. À partir du début de l'ère achéménide, les relations se développent, les Achéménides ayant conquis de nombreuses régions géorgiennes. La relation devient plus complexe lorsque les Safavides prennent le pouvoir en Iran et établissent le contrôle iranien pendant un siècle sur plusieurs royaumes géorgiens. Cela continue jusqu'à ce que la Russie prenne le contrôle du Caucase et de la Géorgie dans la première moitié du 19e siècle, après la guerre russo-persane de 1804 à 1813 et la guerre russo-persane de 1826 à 1828.

## L'époque soviétique
Jusqu'au début des années 1990, les relations Iran-Géorgie sont intégrées dans les relations Iran-Union Soviétique. Depuis l'indépendance de la Géorgie vis-à-vis de l'Union soviétique, les deux nations coopérent dans de nombreux domaines, notamment l'énergie, les transports, le commerce, l'éducation et la science. L'Iran est l'un des partenaires commerciaux les plus importants de la Géorgie et une commission économique mixte intergouvernementale fonctionne entre les deux pays.

## La guerre russo-géorgienne de 2008
En raison de ses relations étroites avec la Russie et la Géorgie, l'Iran tente d'abord de rester relativement neutre tout au long de la guerre et au-delà. Le porte-parole du ministère des Affaires étrangères, Hassan Ghashghavi, appelle "à l'arrêt immédiat des affrontements" et propose son aide.
Après que la Russie et ses alliés les plus proches aient choisi de reconnaître l'Abkhazie et l'Ossétie du Sud, l'ambassadeur d'Iran en Russie, Seyed Mahmoud-Reza Sajjadi, déclare début février 2009 que sa nation ne reconnaîtrait pas l'indépendance de l'Abkhazie et de l'Ossétie du Sud dans un proche avenir, mais il n’exclut pas en revanche une éventuelle reconnaissance iranienne de l’indépendance des deux zones. Cependant, Sajjadi défend les mesures de la Russie lors de la guerre d'Ossétie du Sud de 2008 et sa décision de reconnaître l'Abkhazie et l'Ossétie du Sud comme des nations indépendantes. Il déclare également qu'il sympathise avec le peuple d'Abkhazie et d'Ossétie du Sud et que Téhéran allait travailler avec Moscou pour développer l'économie des deux régions.

## La décennie 2010
Le début de 2010 voit une coopération croissante entre les deux pays. Des agents du ministère iranien des Affaires étrangères se rendent à Tbilissi en mai 2010 pour discuter de l'investissement iranien dans la construction d'une centrale hydroélectrique en Géorgie, ainsi que des intentions de l'Iran d'importer de l'électricité du pays. La réunion conduit le président Mikheil Saakachvili à inviter son homologue iranien Mahmoud Ahmadinejad à Tbilissi.
Au cours de la dernière décennie, Téhéran passe également des accords avec Tblisi pour éliminer la double imposition et encourager les investissements dans les transports aériens, terrestres et maritimes, ainsi que dans la coopération douanière et commerciale. Cherchant à diversifier les itinéraires de transit pour ses expéditions de fret, l'Iran a un intérêt dans la capacité de transit de la Géorgie et considère le pays comme une voie alternative viable pour l'expédition de fret vers l'Europe.
Fin mai 2010, l'ambassadeur iranien Majid Samadzade Saber annonce que l'Iran et la Géorgie ont l'intention de lever les restrictions de visa pour les voyages entre les pays, ce qui entre en vigueur en janvier 2011. Selon l'ambassadeur iranien, l'Iran et la Géorgie sont en pourparlers sur l'ouverture d'un consulat iranien à Batoumi, dans l'ouest de la Géorgie. 
Lors d'une réunion avec le nouvel ambassadeur géorgien en Iran, Ioseb Chakhvashvili, à Téhéran en avril 2014, Zarif déclare que l'Iran et la Géorgie entretiennent des relations historiques et amicales. Le ministre iranien des Affaires étrangères ajoute qu'il existe de nombreuses capacités pour l'expansion des relations Téhéran-Tbilissi, en particulier dans les sphères économique et parlementaire.
Chakhvashvili, pour sa part, souligne les liens cordiaux Iran-Géorgie et les nombreuses raisons d'une coopération plus étroite entre les deux pays. Le 18 novembre 2013, le président géorgien Guiorgui Margvelachvili déclare que son administration s'efforce de renforcer les liens d'amitié entre Tbilissi et Téhéran. Lors d'une réunion avec le vice-ministre iranien des Affaires étrangères pour l'Asie-Pacifique et les affaires du Commonwealth, Ebrahim Rahimpour, à Tbilissi, Margvelachvili décrit les liens cordiaux entre les deux pays comme ancrés dans l'histoire.
La Géorgie réagit positivement au résultat entre l'Iran et les États P5+1 concernant l'allégement des sanctions contre l'Iran. En tant que pays géographiques proches et partenaires commerciaux importants, les parlementaires des deux pays prévoient une augmentation des relations bilatérales entre les nations.
Le 18 mars 2015, le 5e Sommet de la Commission mixte Iran-Géorgie sur la coopération économique se tient au ministère du Travail et des Affaires sociales d'Iran.
En mai 2015, le groupe énergétique iranien MEPCO annonce son intention de construire deux centrales électriques en Géorgie.

## Ambassadeurs d'Iran en Géorgie
- Feraidoun Haqbeen (1993 - 1996)
- Aqbar Aminian (1996 - 1999)
- Aboulfazl Khazaii Torshizi (1999 - 2002)
- Hossein Aminian Toosi (2002 - 2006)
- Mojtaba Damirchilou (2006 - 2010)
- Majid Samarzade Saber (depuis 2010)

## Ambassadeurs de Géorgie en Iran
- Jemshid Giunashvili (1994 - 2004)
- Levan Asatiani (2004 - 2009)
- Giorgi Janjgava (2009 - 2013)
- Ioseb Chakhvashvili (depuis 2013)

## Diplomatie
| Géorgie - Téhéran (Ambassade) | Iran - Tbilissi (Ambassade) - Batoumi (Consulat général) |